# Brnčičeva ulica, Ljubljana
Brnčičeva ulica je ena izmed daljših ulic v Ljubljani. Nahaja se v Industrijski coni Črnuče in je poimenovana po Ivu Brnčiću, slovenskem pisatelju.

## Urbanizem
Brnčičeva ulica se prične v križišču s Šlandrovo in Štajersko cesto (nekoč Titovo) in se slepo konča oz. preide v poljsko pot. Pred avtobusnim obračališčem proti severu vodi preko industrijskega železniškega tira cesta, ki se povezuje na Zasavsko cesto pri Nadgorici.
Na ulico se na treh različnih lokacijah povezuje Cesta na Brod. Od glavne ulice se odcepi več slepih krakov, ki povezujejo bližje zgradbe.

## Javni potniški promet
Po Brnčičevi ulici poteka trasa mestne avtobusne linije št. 8, na koncu katere ima urejeno obračališče. 
Na vsej ulici so štiri postajališča mestnega potniškega prometa.   

### Postajališča MPP
| postajališče         | št. linije |
| -------------------- | ---------- |
| 104082 Obrtna cona   | 8          |
| 104092 Cesta na Brod | 8          |
| 204112 Slovenijales  | 8          |

| postajališče                   | št. linije |
| ------------------------------ | ---------- |
| 204121 Brnčičeva (obračališče) | 8          |
| 204111 Slovenijales            | 8          |
| 104091 Cesta na Brod           | 8          |
| 104081 Obrtna cona             | 8          |